# Coussarea violacea
Espèce
Synonymes
Selon Tropicos (23 février 2022)
- Coussarea hyacinthiflora Standl.
- Coussarea schomburgkiana (Benth.) Benth. & Hook. f.
- Coussarea sprucei Standl.
- Faramea schomburgkiana Benth.

Selon GBIF (23 février 2022)
- Coussarea schomburgkiana (Benth.) Benth. & Hook.f.
- Coussarea schomburgkiana (Benth.) Benth. & Hook.f. ex Bremek.
- Coussarea sprucei Standl.
- Faramea schomburgkiana Benth.

Coussarea violacea est une espèce néotropicale d'arbre endémique des Guyanes, appartenant à la famille des Rubiaceae. Il s'agit de l'espèce type du genre Coussarea Aubl..

## Description
Coussarea violacea est un arbre ou arbuste, atteignant 9 m de haut.
Ses feuilles mesurent 8-20 × 3,5-9 cm, et ses stipules 2-3 mm de long. Elles comportent des domaties en fentes.
Le limbe du calice est long de 1,5-2 mm. Le tube de la corolle est long de 4,5-5,5 mm, avec des lobes de 3,5-5 mm.
Le fruit, de couleur blanche, violette à rouge-orangé, mesure environ 22 × 11 mm,.

## Répartition
Coussarea violacea est présente une aire de répartition restreinte au Venezuela (Amazonas : Río Casiquiare, Orénoque supérieur), au Guyana et à la Guyane.

## Écologie
Coussarea violacea pousse dans les forêts sempervirentes de plaine, à 100-200 m d'altitude.

## Protologue

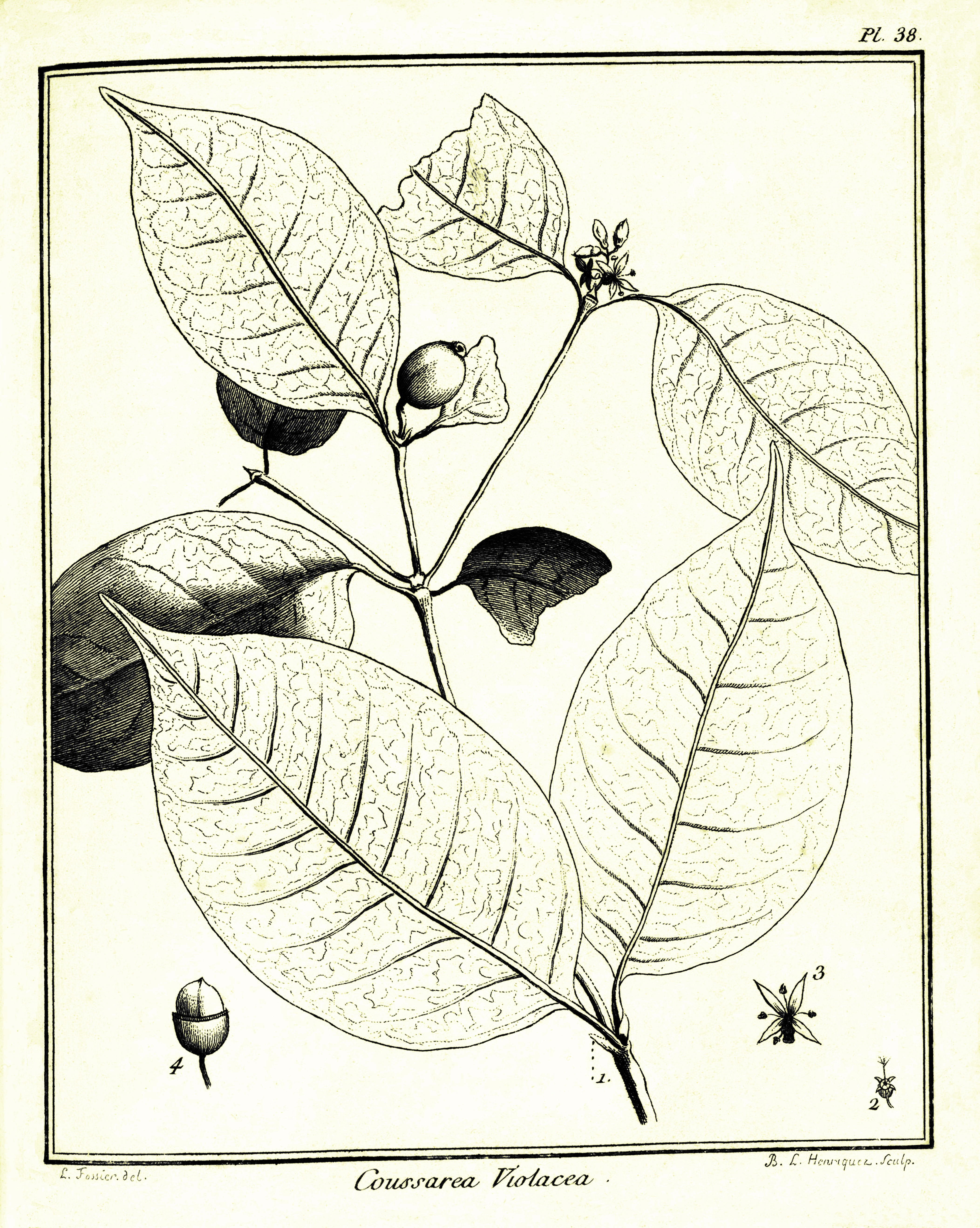
Coussarea violacea par Aublet (1775)
Planche 38 - On a repréſenté la branche, les fleurs & les fruits de grandeur & groſſeur naturelle. - 1. Stipules. - 2. Calice. Diſque. Style. Stigmates. - 3. Corolle. Étamines. - 4. Baie couple. Une ſeule ſemence.

En 1775, le botaniste Aublet propose le protologue suivant : 

« COUSSAREA violacea. (Tabula 38.)
Frutex octo-pedalis, ramoſus, ramis, & ramuſculis oppoſitis. Folia oppoſita, ampla, ovata, acuta, glabra integerrima, petiolata. Stipulæ latæ, acutæ, utrinquè intrà baſim petiolorum. Flores corynvboſi, terminales. Corymbis ſubſeſſilibus. Bacca unilocularis ; cortice extùs violaceo, intùs ſubcarnoſo, luteo, teſtæ adhérens in qua semen ſubrotundum coriaceum reconditur.
Floret fructumque ſert Januario.
Habitat in ſylvis Caux.

LECOUSSARI violet. (PLANCHE 38.)
Cet arbrisseau s'élève de ſept à huit pieds. Son tronc a environ trois pouces de diamètre. Son écorce eſt grisâtre. Son bois eſt blanc & dur. À deux pieds au deſſus de la terre, il pouſſe des branches oppoſées. Elles ſont chargées de rameaux également oppoſés. Les branches & les rameaux ſont garnis de deux feuilles oppoſées, & diſpoſées en croix, vertes, liſſes, fermés, entières, luiſantes, ovales, terminées par une longue pointe. Leur pédicule eſt court, & entre leurs inſertions, il a de chaque côté une stipule large & aiguë. Les fleurs naiſſent à l'extrémité des rameaux. Elles ſont ramaſſées en petits bouquets ſur un pédoncule long de deux ou trois lignes. 
Le calice de la fleur eſt en forme de coupe, & ſon limbe eſt diviſé en cinq petites parties. 
La corolle eſt blanche, monopétale, attachée ſur l'ovaire autour d'un diſque. Son tube eſt court. Son pavillon eſt partagé en quatre lobes aigus. 
Les étamines ſont quatre, placées ſur la paroi interne & ſupérieure du tube. Leur filet eſt court. L'anthère eſt longue, & à deux bourſes. 
Le piſtil eſt un ovaire qui fait corps avec le calice. Il eſt couronné d'un diſque, du centre duquel fort un style terminé par un ſtigmate à quatre ou cinq pointes. 
L'ovaire devient une baie violette, dont la peau couvre une ſubſtance jaune, adhérente à une coque, dans laquelle eſt une semence dure & coriace. 
[...]
Cet arbriſſeau croît dans les grandes forêts de la Guiane, quartier de Caux. 
II étoit en fleur & en fruit dans le mois & Janvier. »

— Fusée-Aublet, 1775.